# 18493 Demoleon
18493 Demoleon (provisional designation: 1996 HV9) là thiên thể Troia của Sao Mộc, trong nhóm Troia, và là một hành tinh vi hình. Nó được phát hiện bởi Eric Walter Elst ở the Đài thiên văn La Silla, Chile ngày 17 tháng 4 năm 1996. Nó được đặt theo tên Demoleon, một nhân vật thần thoại đã bị bởi Achilles dùng giáo đâm trong chiến tranh thành Troia.